# Giovanni Barbagallo
Giovanni Barbagallo (ur. 1 czerwca 1952 w Trecastagni) – włoski polityk, samorządowiec, poseł do Sycylijskiego Zgromadzenia Regionalnego, eurodeputowany VII kadencji.

## Życiorys
Z wykształcenia pedagog, pracował w miejskim przedsiębiorstwie transportowym AMT w Katanii. Od 1979 był radnym rodzinnej miejscowości, przez pięć lat zasiadał jako asesor w zarządzie władz prowincji. W 1996 po raz pierwszy uzyskał mandat posła do sycylijskiego parlamentu XII kadencji w prowincji Katania z listy Włoskiej Partii Ludowej. W latach 90. został skazany na karę 3 lat pozbawienia wolności za przestępstwa korupcyjne, w konsekwencji czasowo zawiesił wykonywanie mandatu deputowanego, uzyskiwał jednak reelekcję na XIII, XIV i XV kadencję. W Sycylijskim Zgromadzeniu Regionalnym zasiadał do 2012.
Od 2001 należał do partii Margherita, z którą w 2007 przystąpił do Partii Demokratycznej. W 2013 objął urząd burmistrza miejscowości Trecastagni.
W wyborach w 2009 kandydował bez powodzenia z listy PD. Mandat europosła objął w 2014 na kilka miesięcy przed końcem kadencji, zastępując Francescę Barracciu. Przystąpił do grupy Postępowego Sojuszu Socjalistów i Demokratów.